# San Benedetto fuori Porta San Paolo (titre cardinalice)
La diaconie cardinalice de San Benedetto fuori Porta San Paolo (Saint Benoît au-delà de la porte Saint-Paul) est instituée le 28 juin 1988 par Jean-Paul II et rattachée à l'église San Benedetto (it) qui se trouve dans le quartier Ostiense au sud de Rome.

## Titulaires
- Achille Silvestrini (1988-1999), titre pro hac vice (1999-2019)
- Christophe Pierre (depuis 2023)

### Source
- (it) Cet article est partiellement ou en totalité issu de l’article de Wikipédia en italien intitulé « San Benedetto fuori Porta San Paolo (diaconia) » (voir la liste des auteurs).